# 榮真樹
榮 真樹（さかえ まさき、1981年10月13日 - ）は、広島ホームテレビのアナウンサー。兵庫県神戸市出身

## 人物
神戸市立星和台中学校、兵庫県立兵庫高等学校、立命館大学理工学部を卒業後、2004年4月に広島ホームテレビに入社。夕方のニュース・情報番組「HOME Jステーション」などの番組を担当していたが、2007年から主にスポーツ中継を担当することになった。別名『平成のスベリアナ』。
2007年9月1日には「スーパーベースボール」（対中日ドラゴンズ17回戦・広島市民）の中継を初実況。前田智徳の2000本安打達成の試合を実況した（達成の瞬間自体はローカルでは放送時間内に中継できず、CSでは放送）。
ちなみに、高校時代は野球部に所属し、ポジションは投手兼内野手だった。
トイプードルを飼っている愛犬家である。
2014年7月、広島東洋カープ大瀬良大地投手に榮が作詩を手掛けた「大地〜炎のナンバー〜」を提供しマツダスタジアム登場曲となる。
2015年3月30日から「HOME Jステーション」のメインキャスターを務め、2018年4月から後続新番組「みみよりライブ 5up!」のメインキャスターを引き続き務める。
北別府学が亡くなった2023年6月16日の当日に放送されたテレビ朝日「報道ステーション」に「北別府さんとゆかりの深い」共演者として生出演した。

## 現在の出演番組
テレビ
- スーパーベースボール（勝ちグセ）
- KICK OFF! HIROSHIMA
- サンフレ応援 森﨑浩司のFoot style
- ドキュメント広島（2021年 - ）ナレーション
  - ＃新人市長と議会のオキテ 〜“つぶやき”が生んだ混乱〜（2021年5月2日）
  - 消えた灯りを取り戻せ エキニシ大規模火災からの教訓（2021年12月29日）
  - ＃つぶやき市長と議会のオキテ 〜そこに“議論”はあるか〜（2022年3月27日）
- ローカルニュース

配信
- ぽるぽるLIVE「5-Days Presents サンフレ応援!森﨑浩司の“Foot style”」（2018年 - ）MC　不定期

## 過去の出演番組
テレビ
- HOME Jステーション　サブキャスター
- 情報てれび 榮屋松本堂 （2008年10月3日 - 2009年9月25日）
- 北斗晶の鬼嫁運動記者倶楽部 （2007年5月5日 - 2009年12月26日）
- とれとれ広島県
- 勝ちグセ。サンデー「恋すぽ」 （2010年3月7日 - 2015年3月29日）
- カープ道（2016年、2017年）講師
- 勝ちグセ。カープV8達成 力舞いて連覇スペシャル（2017年9月18日深夜） MC
番組生放送開始時は吉弘翔がMCを務めた。神戸でのカープ優勝 選手インタビューを終えて広島に戻ってきた榮がMCを引き継ぎ務めた。
- 朝からJステーション カープ連覇お祝いSP（2017年9月19日） MC
- 選挙ステーション2017 第1部（2017年10月22日） 広島ローカルパートMC
- フロントドア カープ力舞いて優勝パレードSP（2017年11月25日）
- HOME Jステーション（2015年3月30日[6]-2018年4月6日） 月 - 金曜MC
- みみよりライブ 5up!（2018年4月 - 2023年3月） 月-金曜MC
- 選挙ステーション2019 参議院選挙（2019年7月21日）広島ローカルパートMC
- 恋とか愛とか（仮） コイカリ×アスリートSP第1弾 ｢ごっつぁんしない男｣（2020年9月3日） - スポーツキャスター
- 選挙ステーション2022 広島（2022年7月10日）MC
- 選挙ステーション2024 広島（2024年10月27日）リポーター
- ピタニュー衆院選速報（2024年10月27日深夜）リポーター

配信
- カープトーク（2018年2月、ぽるぽるLIVE）宮崎県日南市から配信

## 作詞
- 大瀬良大地投手マツダスタジアム登場曲「大地〜炎のナンバー〜」（2014年7月23日CDリリース）唄：松前香帆[7] 作曲：Mind the Gap
- ヤルキスト「Yes 〜Run for Glory〜」（2018年10月15日iTunesでリリース）
  - DJ KOO監修ミックスアルバム『DJ KOO 17 MUSIC FACTORY-NON STOP MIX-』（2019年1月14日CDリリース、avex trax）に収録。
  - ヤルキスト 5thアルバム『ヤルキの木』（2019年1月23日リリース）に収録。